# Homidiana rubrivena
Homidiana rubrivena är en fjärilsart som beskrevs av Paul Dognin 1919. Homidiana rubrivena ingår i släktet Homidiana och familjen Sematuridae. Inga underarter finns listade i Catalogue of Life.